# کیچی نودا
کیچی نودا (انگلیسی: Keiichi Noda; ۱۶ سپتامبر ۱۹۴۳ – ) صداپیشگی در ژاپن اهل ژاپن بود. وی از سال ۱۹۶۶ میلادی تاکنون مشغول فعالیت بوده‌است.